# Lackovce, Humenné
Lackovce este o comună slovacă, aflată în districtul Humenné din regiunea Prešov. Localitatea se află la altitudinea de 157 m deasupra n.m., se întinde pe o suprafață de 3,6 km2 și în 2017 număra 756 de locuitori. Se învecinează cu comuna Humenné.

## Istoric
Localitatea Lackovce este atestată documentar din 1317.

## Demografie
| An:                | 1994 | 2004 | 2014    | 2024    |
| ------------------ | ---- | ---- | ------- | ------- |
| Număr de persoane: | 0    | 578  | 702     | 927     |
| Diferență:         |      | –    | +21,45% | +32,05% |

| An:                | 2023 | 2024   |
| ------------------ | ---- | ------ |
| Număr de persoane: | 901  | 927    |
| Diferență:         |      | +2,88% |